# 李英儒
李英儒（1914年—1989年），笔名黎莺、李家侨、白华义，男，河北清苑李胡桥村人，中国作家，八一电影制片厂顾问。代表作有长篇小说《野火春风斗古城》。

## 生平
11岁时丧父，家境贫困。自幼擅长书法，写对联、贺贴，卖字赚钱。在保定私立志存中学读书时，在校图书馆勤工俭学。1936年参加中华民族解放先锋队。1937年河北省高中会考第一名，被河北省教育厅保送燕京大学。
抗日战争时期，1938年1月参军，任中共领导的河北游击军政治部的《火星报》记者、编辑、主任。后被派回家乡组织抗日武装，编入冀西游击总队北上先遣支队（司令员孙然、政治部主任兼党委书记甘春雷、组织科长路扬）为第三团，李英儒任团长。1939年5月，八路军第一二〇师特务团、冀中民军、冀西游击总队北上先遣支队等部合编为冀中民众抗日自卫军，孙然任第二总队总队长。李英儒还当过八路军的文化教员、宣传队长，参与编辑《冀中一日》。1943年1月，被冀中区党委、冀中军区派遣入伪河北省会保定城做内线情报工作，担任冀中军区保定情报站站长、党支部书记，上级领导为冀中军区敌工部长史立德，公开掩护身份伪河北省公署（省主席吴赞周）经理科职员、河北省立第二师范学校教员。1944年夏撤出保定。
抗战胜利后，晋察冀中央局成立平汉线工作委员会，李英儒负责北平、保定、石家庄等平汉线沿线城市的敌军工作。1946年任晋察冀军区政治部敌工科长。1948年11月平津战役开始前，中共华北局局城工部部长刘仁同志急调李英儒，做新二军军长李士林的策反工作。
中华人民共和国成立后，任天津某陆军医院政委、党委书记。1953年升任总后勤部政治部文化部副部长、兼管总后勤部机关大礼堂，利用业余时间从1955年春季到1958年夏创作了34万字的长篇小说《野火春风斗古城》。1958年6月，这部作品在上海的《收获杂志》首次发表，1958年11月由作家出版社出版，当时引起了轰动。主流媒体发表了大量评论文章，好评如潮，被誉为新中国成立以来优秀的长篇小说之一。叶圣陶称赞其为一部激动人心的优秀作品。1961年开始专职创作。任总后勤部政治部宣传部副部长、总政文化部创作组组长。
1966年1月初，江青通过中宣部组织了电影剧本《平原游击队》修改小组，组长周巍峙，成员为邢野、贺敬之、崔嵬、冯志、李英儒五个人，林默涵领导修改剧本。江青提出，《平原游击队》中的区委书记写得比较弱，要修改；剧本从整体上看需要提高，要修改。文化大革命开始后，该小组解散。“中央文革小组”文艺组负责人金敬迈，成员有李英儒等，文艺组在梅兰芳故居办公。1970年被羁押在秦城监狱八年。后任八一电影制片厂顾问，参加《八一电影》的创刊工作并兼任主编。中国作协第四届理事，文化部电影委员会委员。

## 作品目录
- 1954年出版第一部长篇小说《战斗在滹沱河上》
- 1958年12月出版第二部长篇小说《野火春风斗古城》。中华人民共和国成立七十周年之际，人民文学出版社与学习出版社策划“新中国70年70部长篇小说典藏”丛书，并入选中宣部、国家新闻出版署的重点选题计划。该书名列其中。[11]
- 1979年出版长篇小说《女游击队长》上下册
- 1981出版长篇小说《还我河山》
- 1982年出版长篇小说《上一代人》
- 1985年出版长篇小说《燕赵群雄》
- 1987年出版长篇小说《女儿家》
- 1988年出版长篇小说《虎穴伉俪》
- 长篇小说《魂断秦城》
- 李英儒、李天、严寄洲创作改编电影剧本《野火春风斗古城》1963年群众出版社。毛泽东在观看了根据小说改编的同名电影后说:“这个电影编得很好，既革命，又浪漫。”
- 中篇小说《妙清》
- 短篇小说《夜摸城》、《苏金钟》、《三进五窑村》、《九孔桥边》、《政治委员》、 《百里追击》、《攻心战》、《敢叫敌血染刀红》等；
- 散文《雨中游莲池》、《春日游行记》、《五月鲜花带血开》、《子弟兵打进文安城》、《没有太阳的城市》 等；
- 报告文学《夜袭安平城》、《燕赵悲歌·记刘之世同志》、《记长征中的伍云甫同志》等。
- 1981年出版《李英儒短篇小说集》

研究资料书目：
- 吴开晋编：《李英儒研究专集》，解放军文艺出版社，1984年版。

作品改编：
- 1964年八一电影制片厂拍摄、上映故事片《野火春风斗古城》，导演严寄洲，主演王心刚、王润身、王晓棠。
- 2005年9月现代版民族歌剧野火春风斗古城：为纪念抗日战争胜利60周年，解放军总政歌剧团创作上演歌剧《野火春风斗古城》。总政歌剧团国家一级演员戴玉强饰演男一号杨晓东。[12]

## 家人
- 夫人张淑文：安平县人。1926年生。16岁入党。
- 儿子李家平：大学毕业后，在一所普通中学任历史教师、历史教研组长、校长
- 小女儿李小龙：1984年毕业于中央戏剧学院导演系。北京电视艺术中心国家一级导演。1995年导演了20集电视剧《野火春风斗古城》。曾导演21集电视剧《一年又一年》、40集电视剧《城里城外》、30集电视剧《走出硝烟的男人》等。 [13]